# Król i ja (film 1956)
 Król i ja (ang. The King and I) – amerykański film muzyczny z 1956 roku w reżyserii Waltera Langa nad podst. musicalu Richarda Rodgersa i Oscara Hammersteina II pod tym samym tytułem opartego na powieści Anna i król Syjamu Margaret Landon.

## Fabuła
W latach 60. XIX wieku angielska nauczycielka Anna Leonowens została zatrudniona jako guwernantką licznych dzieci Mongkuta, króla Syjamu. Dotarłszy do Bangkoku światopogląd Anny ściera się z nieomal barbarzyńskim autokratyzmem Mongkuta. Anna z czasem dostrzega jak król musi się zmagać z próbami reform w jego zacofanym kraju. Niepewni swych uczuć Anna i Mongkut niedługo w sobie się zakochują. Tymczasem Tuptim, jedna z żon króla wdaje się w romans z Lunem Tha, żołnierzem straży dworskiej.

## Obsada
- Deborah Kerr – Anna Leonowens
- Marni Nixon – Anna Leonowens (głos w partiach wokalnych)
- Yul Brynner – król Mongkut
- Rita Moreno – Tuptim
- Leona Gordon – Tuptim (głos w partiach wokalnych)
- Terry Saunders – Lady Thiang
- Martin Benson – Kralahome
- Rex Thompson – Louis Leonowens
- Patrick Adiarte – książę Chulalongkorn
- Alan Mowbray – sir John Hay
- Geoffrey Toone – sir Edward Ramsay
- Carlos Rivas – Lun Tha
- Reuben Fuentes – Lun Tha (głos w partiach wokalnych)
- Judy Dan – Nadworna żona

Źródło:

## Nagrody i nominacje
| Nagroda                           | Kategoria                                              | Nominowani                                              | Wynik     | Źródło |
| --------------------------------- | ------------------------------------------------------ | ------------------------------------------------------- | --------- | ------ |
| Nagroda Akademii Filmowej         | Najlepszy film                                         | Charles Brackett                                        | Nominacja | [ 3 ]  |
| Nagroda Akademii Filmowej         | Najlepszy aktor pierwszoplany                          | Yul Brynner                                             | Wygrana   | [ 3 ]  |
| Nagroda Akademii Filmowej         | Najlepsza aktorka pierwszoplanowa                      | Deborah Kerr                                            | Nominacja | [ 3 ]  |
| Nagroda Akademii Filmowej         | Najlepsza reżyseria                                    | Walter Lang                                             | Nominacja | [ 3 ]  |
| Nagroda Akademii Filmowej         | Najlepsze zdjęcia (film barwny)                        | Leon Shamroy                                            | Nominacja | [ 3 ]  |
| Nagroda Akademii Filmowej         | Najlepsza scenografia i dekoracje wnętrz (film barwny) | John DeCuir, Lyle Wheeler, Paul S. Fox, Walter M. Scott | Wygrana   | [ 3 ]  |
| Nagroda Akademii Filmowej         | Najlepsze kostiumy (film barwny)                       | Irene Sharaff                                           | Wygrana   | [ 3 ]  |
| Nagroda Akademii Filmowej         | Najlepsza muzyka w musicalu                            | Alfred Newman, Ken Darby                                | Wygrana   | [ 3 ]  |
| Nagroda Akademii Filmowej         | Najlepszy dźwięk                                       | Carlton W. Faulkner 20th Century Fox SSD                | Wygrana   | [ 3 ]  |
| Directors Guild of America Awards | Najlepsze osiągnięcie reżyserskie w filmie fabularnym  | Walter Lang                                             | Nominacja | [ 4 ]  |
| Writers Guild of America Awards   | Najlepszy scenariusz do musicalu                       | Ernest Lehman                                           | Wygrana   |        |
| New York Film Critics Circle      | Najlepszy aktor                                        | Yul Brynner                                             | Nominacja | [ 5 ]  |
| New York Film Critics Circle      | Najlepsze kostiumy                                     | Deborah Kerr                                            | Nominacja | [ 5 ]  |
| New York Film Critics Circle      | Najlepszy scenariusz                                   | Ernest Lehman                                           | Nominacja | [ 5 ]  |
| Złote Globy                       | Najlepsza komedia/musical                              | Walter Lang                                             | Wygrana   | [ 6 ]  |
| Złote Globy                       | Film promujący międzynarodowe zrozumienie              | Walter Lang                                             | Nominacja | [ 6 ]  |
| Złote Globy                       | Najlepszy aktor w komedii/musicalu                     | Yul Brynner                                             | Nominacja | [ 6 ]  |
| Złote Globy                       | Najlepszy aktorka w komedii/musicalu                   | Deborah Kerr                                            | Wygrana   | [ 6 ]  |

### Wyróżnienia
| Rok wyróżnienia | Amerykański Instytut Filmowy                                   | Miejsce                                                       |
| --------------- | -------------------------------------------------------------- | ------------------------------------------------------------- |
| 2002            | Lista 100 najlepszych amerykańskich melodramatów wszech czasów | 31. miejsce                                                   |
| 2004            | Lista 100 najlepszych piosenek filmowych wszech czasów         | 54. miejsce „Shall We Dance?”, wyk. Marni Nixon i Yul Brynner |
| 2006            | Lista 25 najlepszych musicali wszech czasów                    | 11. miejsce                                                   |

## Odbiór
Król i ja okazał się sukcesem finansowym i artystycznym, stając się piątym najbardziej dochodowym filmem 1956 roku. Niektórzy recenzenci krytykowali film za zmiany w dialogach z produkcji na Broadwayu i pominięcie niektórych piosenek. W serwisie Rotten Tomatoes film uzyskał 93% oceny na podstawie recenzji 27 krytyków. Film, tak jak większość adaptacji Anny i króla Syjamu, został zakazany w Tajlandii z powodu przedstawienia Mongkuta.